# 动物形态学
动物形态学（Animal Morphology）是動物學一支，該學科研究动物体的形态结构以及它们在个体发育和系统发展过程中的变化规律。所含括的範圍很廣，可分為幾個學科：包括解剖學、比較解剖學、細胞學、組織學、古動物學和胚胎學等。